# Żukojnie
Żukojnie, Żukojnie Strackie (biał. Жукойні, Żukojni, Жукойні Страцкія, Żukojni Strackija; ros. Жукойни, Żukojni) – wieś na Białorusi, w obwodzie grodzieńskim, w rejonie ostrowieckim, w sielsowiecie Michaliszki, na terenie Rezerwatu Krajobrazowego Jeziora Soroczańskie.

## Historia
W XIX i w początkach XX w. położone były w Rosji, w guberni wileńskiej, w powiecie zawilejskim/święciańskim, w gminie Aleksandrya, której władz były siedzibą. Po I wojnie światowej pod administracją polską, w Zarządzie Cywilnym Ziem Wschodnich. W latach 1920-1922 w składzie Litwy Środkowej.
Od 11 kwietnia 1922 leżały w Polsce, w województwie wileńskim, w powiecie święciańskim. Mieścił się tu wówczas Urząd Gminy Aleksandrowo, 9 lutego 1926 przemianowanej na gminę Żukojnie.
Podczas II wojny światowej działała tu 5 Wileńska Brygada Armii Krajowej. W styczniu 1944 pod Żukojniami Strackimi stoczyła ona potyczkę z Litwinami, a w lutym 1944 rozbroiła i zlikwidowała 30-osobowy posterunek żandarmerii niemieckiej w Żukojniach Strackich.
Po II wojnie światowej w granicach Związku Sowieckiego. Od 1991 w niepodległej Białorusi.